# Пиструччи, Бенедетто
Бенедетто Пиструччи (итал. Benedetto Pistrucci; 29 мая 1783, Рим — 16 сентября 1855, Флора-Лодж, близ Виндзора, Великобритания) — итальянский гравёр по металлу, драгоценным и полудрагоценным камням, резчик камей и художник-медальер, много лет проработавший в Англии. Представитель большой художественной семьи. Его внук — известный архитектор Камилло Пиструччи.

## Жизнь и творчество
Бенедетто Пиструччи родился в зажиточной семье Фредерико Пиструччи, судьи уголовного суда в Риме, и его супруги, Антонии Греко. В ранний период творчества Пиструччи занимался резьбой по полудрагоценным камням, в частности сердолику, и изготовлением камей. В 1815 году Пиструччи переехал в Лондон, где получил место гравёра при Королевском монетном дворе Великобритании (Royal Mint). Наиболее известной работой Пиструччи в этой должности является изображение битвы Святого Георгия с драконом, которое впервые появилось в 1817 году на золотых (соверен) и серебряных (крона) монетах времени правления короля Георга III и продолжалось (с небольшим перерывом) при следующих монархах на протяжении почти двух столетий.
Другим известным произведением Пиструччи-гравёра стала так называемая «Медаль-Ватерлоо» (Waterloo Medal), посвящённая знаменитой битве 1815 года. В 1819 году он получил официальное поручение на создание медали в честь победы при Ватерлоо, после того как принц-регент, будущий король Георг IV, отверг модель художника Джона Флаксмана. Пиструччи работал над медалью без малого тридцать лет и закончил чеканку только в 1849 году.
Пиструччи был также автором-гравёром многих других штампов для изготовления медалей и монет. Он не хотел работать по рисункам других живописцев и гравёров и всегда хотел создавать оригинальные произведения. Из-за своего итальянского происхождения и соперничества с английскими мастерами он никогда не был назван главным гравёром Королевского монетного двора, но его произведения были заметны.
Художник скончался 16 сентября 1855 года близ Виндзора и был похоронен в местечке Виргиния-Уотер, в графстве Суррей, в Англии.
Его дочери Елена (1822—1886) и Мария Элиза (1824—1881) также занимались гравировкой камей, а сын Камилло (1811—1854) был скульптором, архитектором и реставратором античных статуй. В 1915 году коллекция восковых моделей для монет Пиструччи, насчитывающая 396 экземпляров, была приобретена итальянским государством и в настоящее время экспонируется в Музее монетного двора, расположенном в Риме.

## Галерея

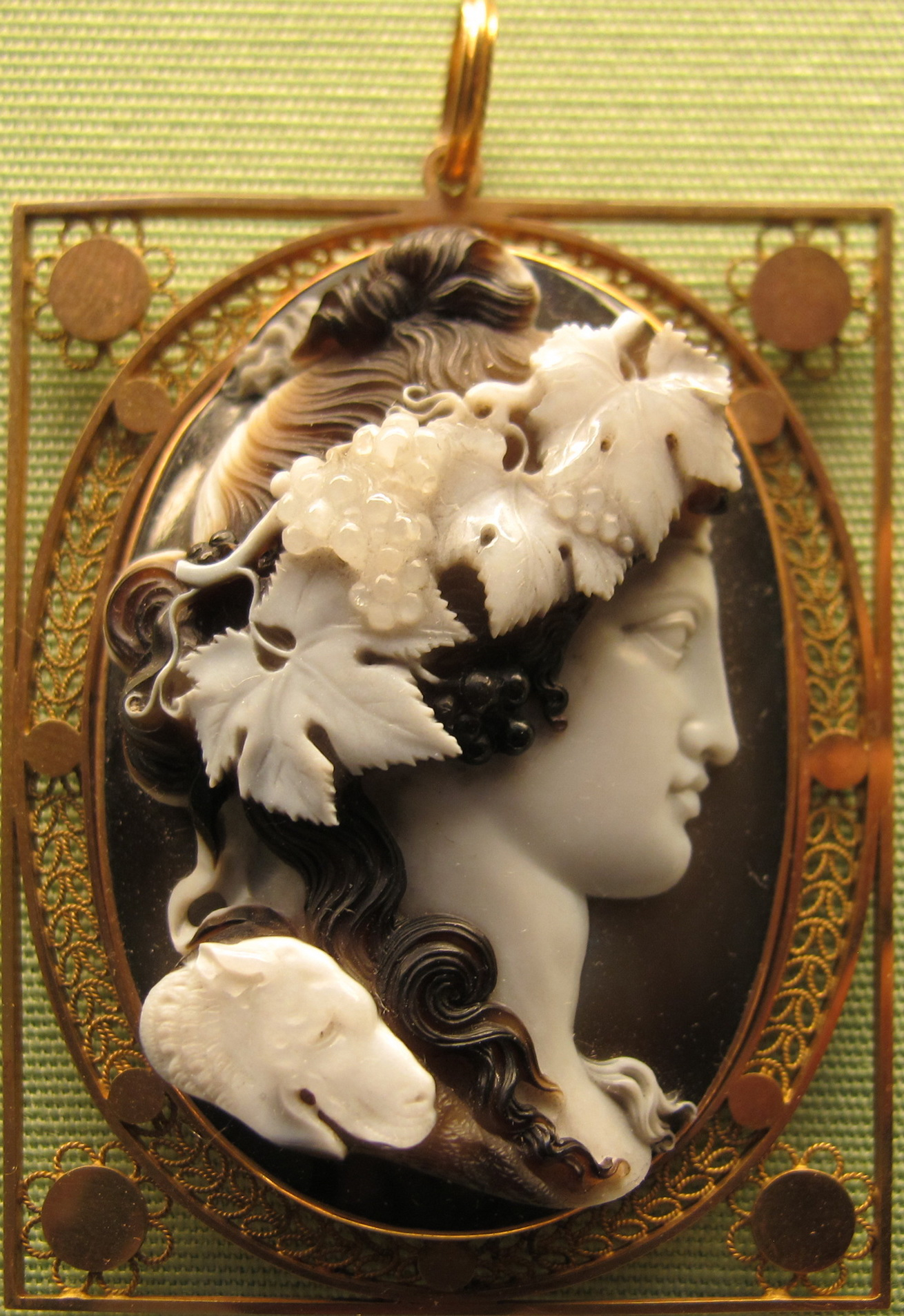
Вакх. Камея. 1800. Сердолик
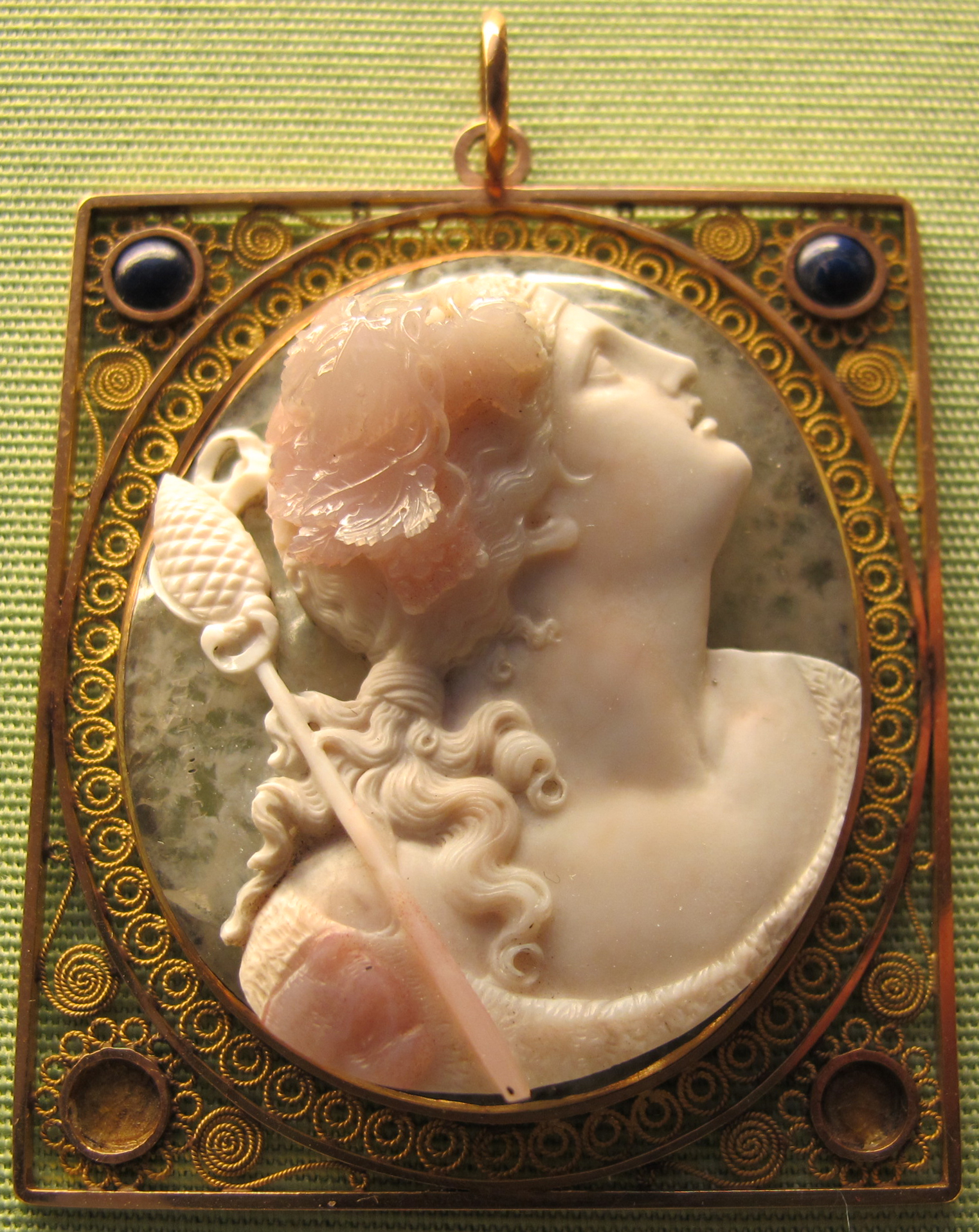
Менада с тирсом. 1810. Сардоникс
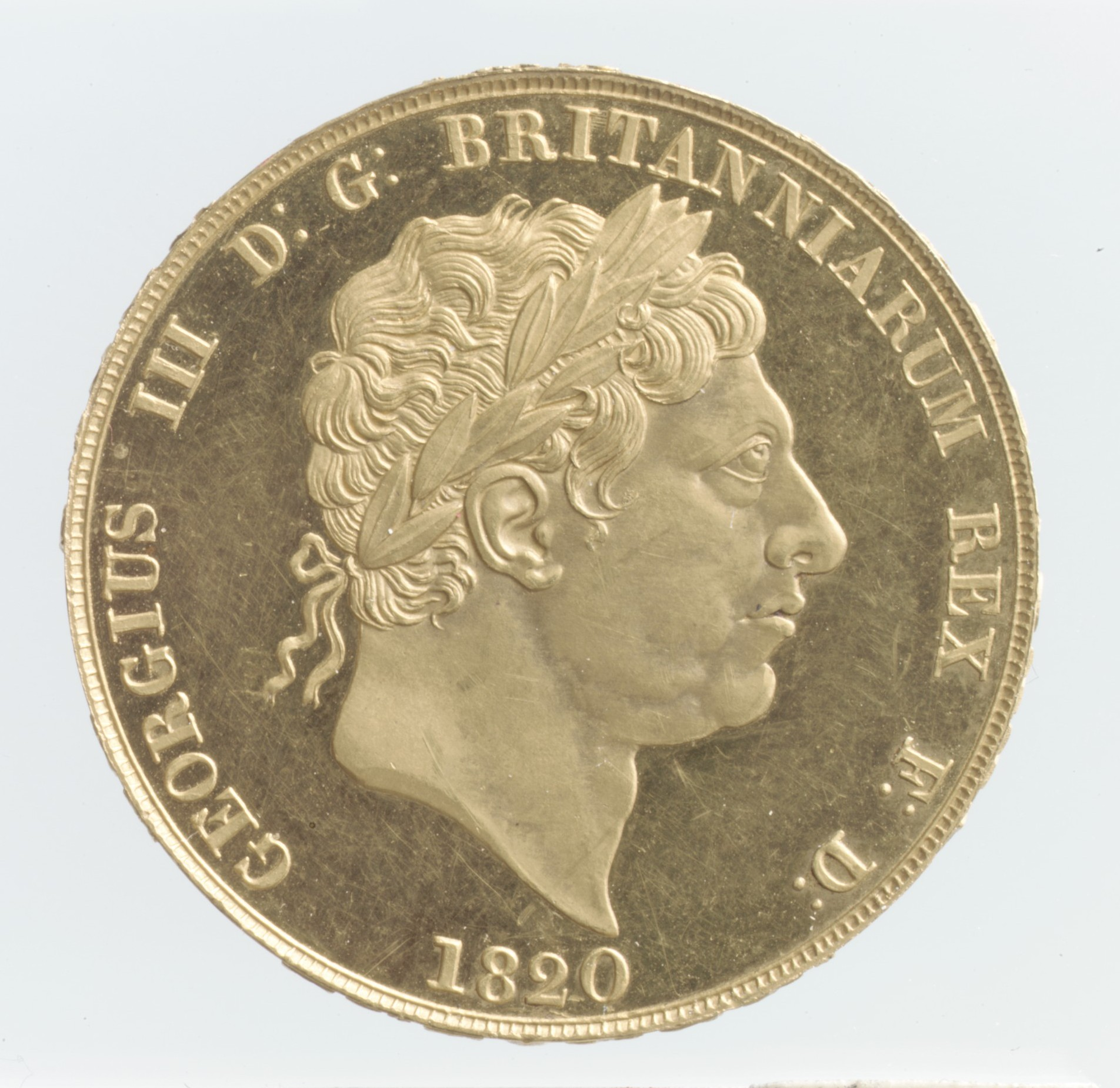
Портрет короля Георга III. Двойной соверен. 1820. Золото. Метрополитен-музей, Нью-Йорк
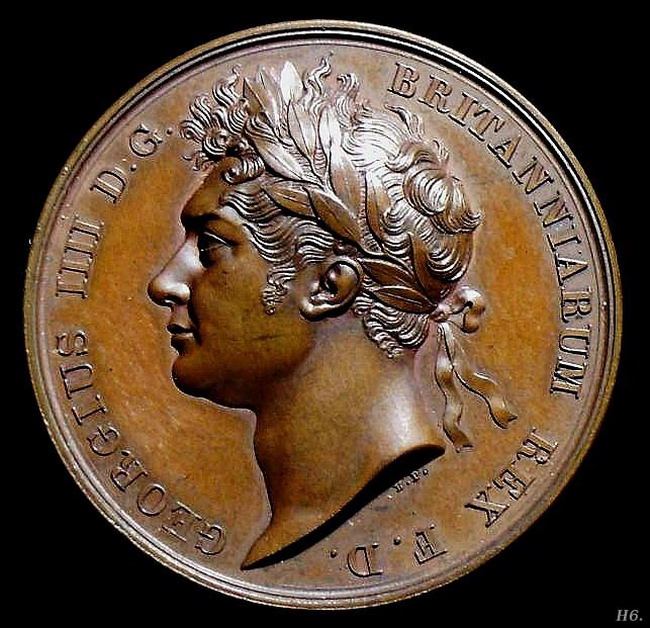
Портрет короля Георга IV. Коронационная медаль. 1817. Бронза
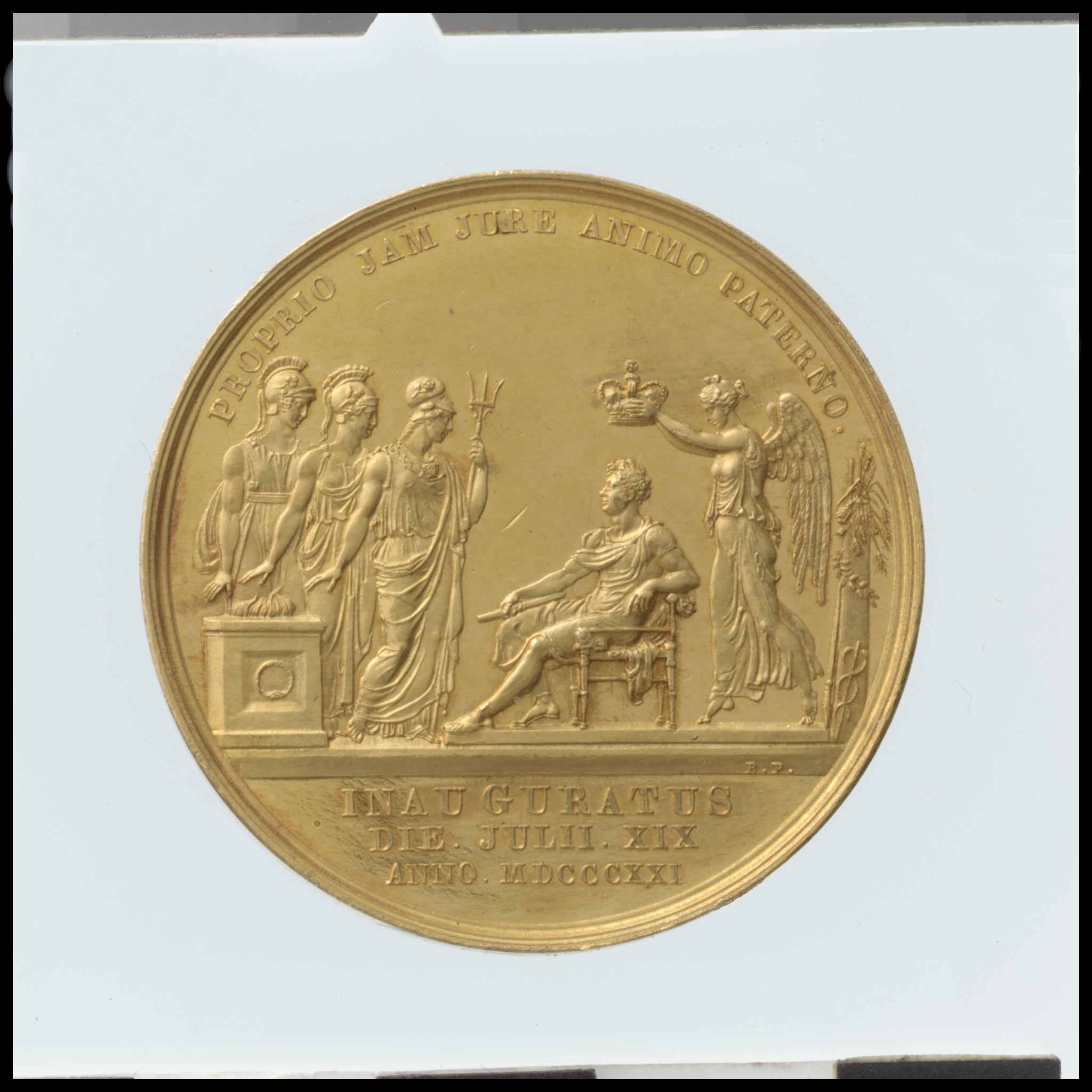
Коронационная медаль Георга IV. 1821. Золото. Метрополитен-музей, Нью-Йорк
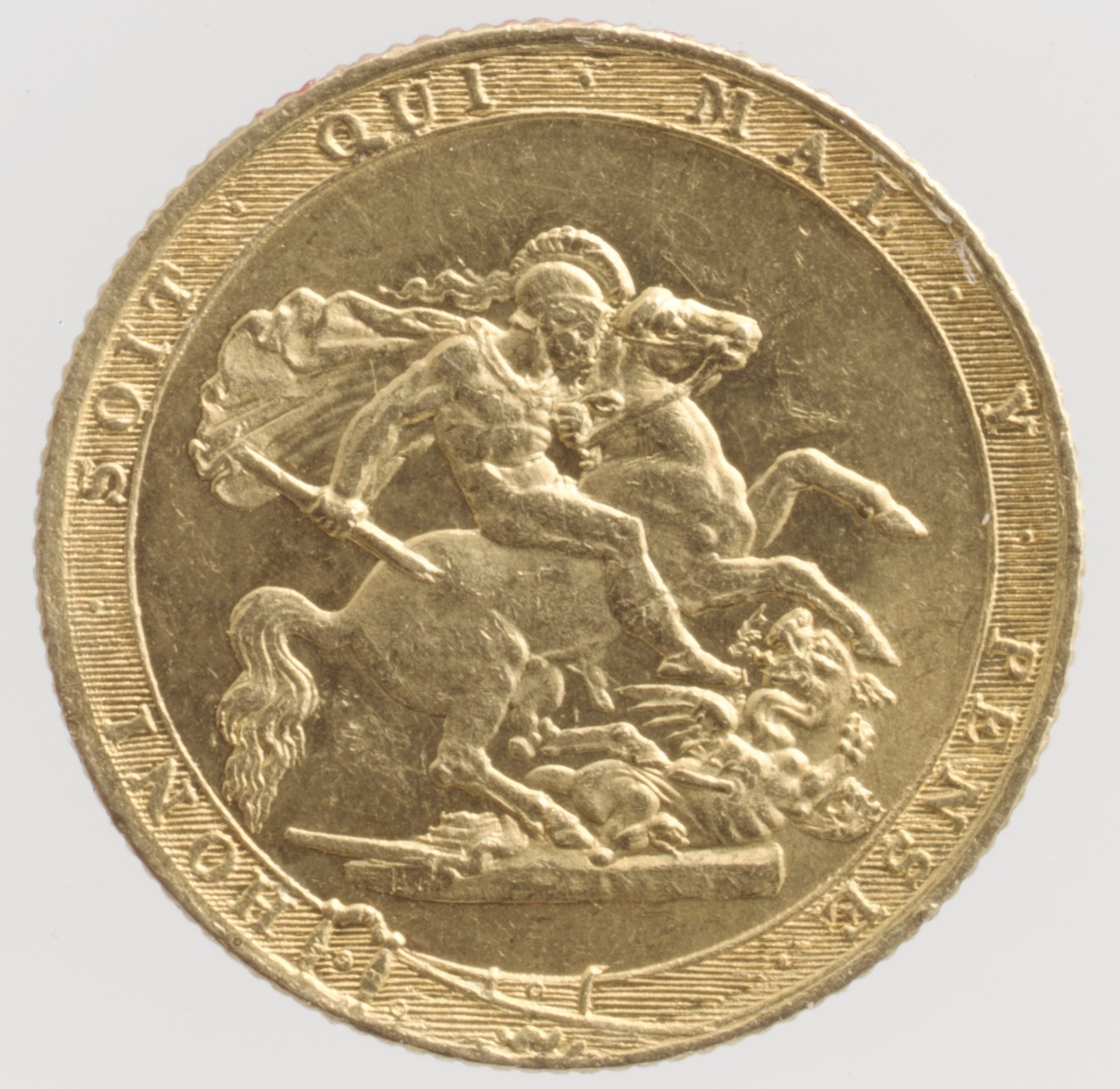
Святой Георгий, сражающийся с драконом. 1815. Британский соверен. Реверс
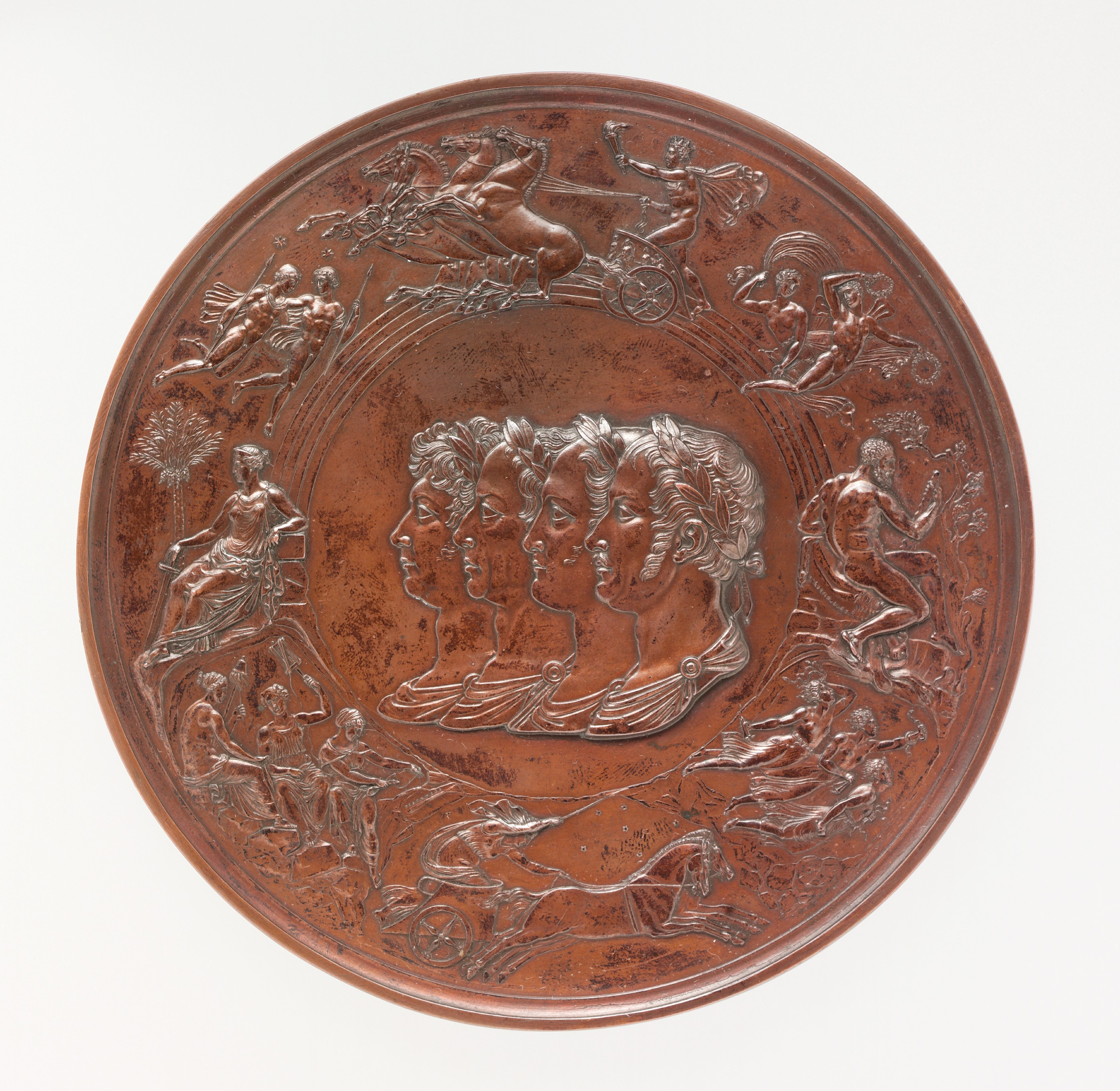
Медаль Ватерлоо. Аверс
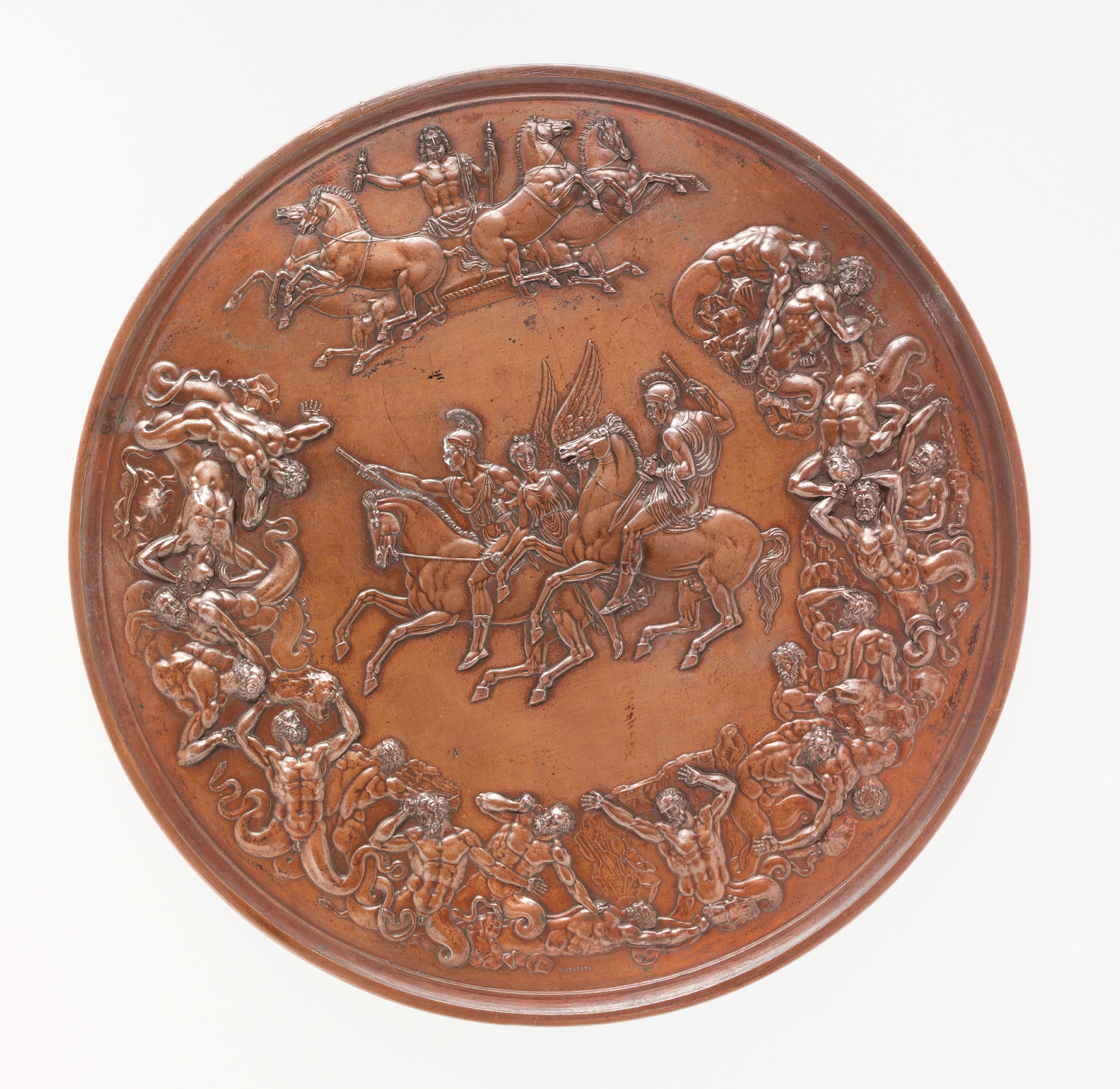
Медаль Ватерлоо. Реверс
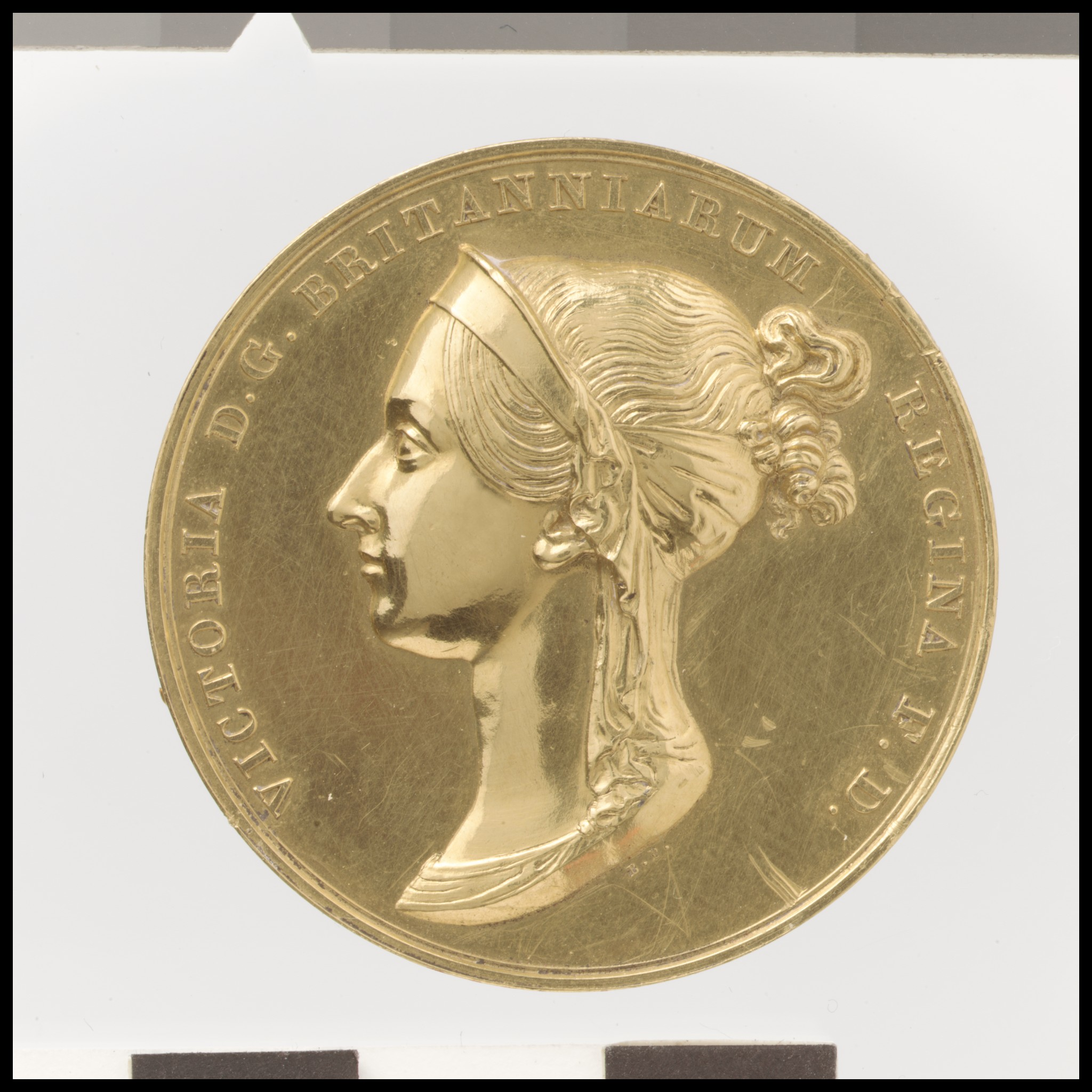
Портрет королевы Виктории. Коронационная медаль 1838 года. Золото. Метрополитен-музей, Нью-Йорк
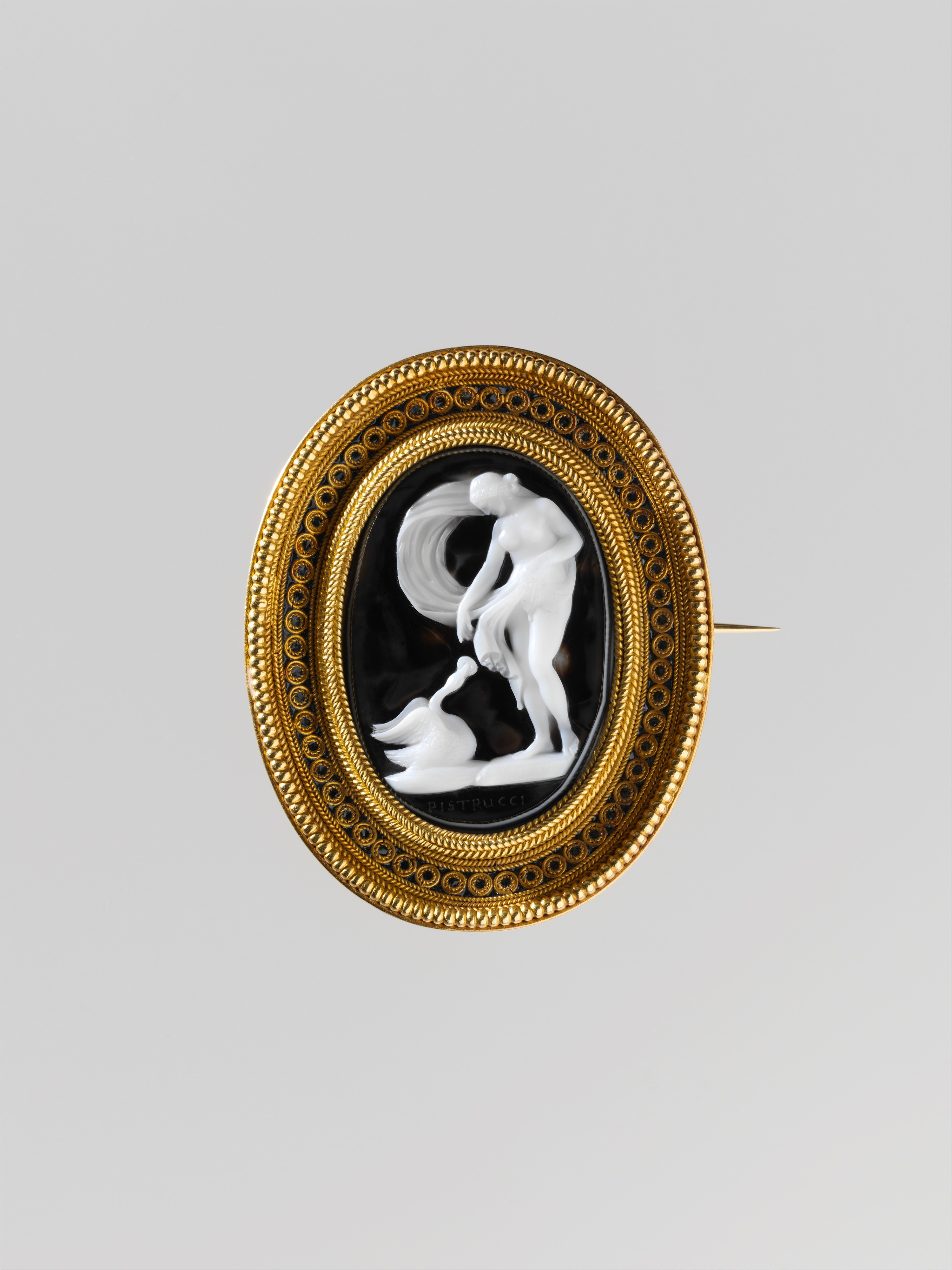
Совместно с Ф. Пио Кастеллани. Нимфа и лебедь. Камея. Между 1830 и 1840. Агат в золотой оправе. Метрополитен-музей, Нью-Йорк